# 13e régiment d'artillerie
Le 13e régiment d'artillerie (13e RA) est un régiment d'artillerie français, créée en 1833 pendant la monarchie de Juillet au moyen d'éléments provenant de divers régiments d'artillerie.

## Création et différentes dénominations
- 18 septembre 1833 : Création du 13e régiment d'artillerie[1].
- 1854 : 13e régiment d'artillerie monté
- 1872 : 13e régiment d'artillerie
- 1883 : 13e régiment d'artillerie de campagne (13e RAC)
- 1924 : dissolution
- 1939 : 13e régiment d'artillerie divisionnaire (13e RAD)

## Chefs de corps
- 8 janvier 1834 : Jean Jacob Adam Hyacinthe Gabriel Eggerlé[2]
- 28 mars 1834 : Baron Prosper de Lagrange[2]
- 30 janvier 1836 : Nicolas Louis Raoul[2]
- 30 mars 1837 : Philippe Louis François Henri Joseph de Benoît de La Paillonne[2]
- 2 décembre 1843 : Charles Claire Hubert[2]
- 24 décembre 1850 : Léon Batbedat[3]
- 6 mars 1854 : Gaspard Chabord[3]
- 27 octobre 1855: Jacques Louis Eugène Labastie[3]
- 12 juillet 1859 : Gabriel Louis Prosper d'Hauteville[3]
- 21 avril 1863 : Félix François Louis Clappier[3]
- 29 décembre 1866 : Jean Nicolas Eugène Melchior[3]
- 6 août 1869 : Henri Charles Ferdinand Vasse-Saint-Ouen[3]
- 24 juin 1870 : Daniel Lévy Salvador[4]
- 31 août 1872 : Baron Henri Berge[4]
- 21 juillet 1873 : Césaire Antoine Albert Lanty[4]
- janvier 1879 : colonel comte de Novion[4]
- décembre 1883 : colonel Louis[4]
- février 1887 : Simon Lucien Trône[4]
- 1910 - 1911 : colonel Grand-Didier[réf. souhaitée]
- 1913 : colonel Siben
- août 1914 - février 1915 : colonel Dauve[5]
- février 1915 - février 1916 : lieutenant-colonel Poncet[5]
- février 1916 - janvier 1917 : lieutenant-colonel Fouch[5]
- janvier 1917 - avril 1918 : lieutenant-colonel Lenoir[5]
- avril 1918 - novembre 1918 : lieutenant-colonel Bath[5]
- 1939 - 1940 : lieutenant-colonel Alfred Jacobson

## Historique des garnisons, combats et batailles du13eRA

### De 1834 à 1851
Le 13e RA est créé par l’ordonnance royale du 18 septembre 1833, qui porte de 11 à 14 le nombre de régiments d'artillerie français. Il n'est dans les faits mis sur pied qu'en mars 1834 à Lyon avec :
- 1 batterie à cheval[note 1] et 2 batteries montées[note 2] du 8e régiment d'artillerie
- 1 batterie à cheval et 2 batteries montées du 11e régiment d'artillerie
- 3 batteries montées et 1 batterie à pied[note 3] du 1er régiment d'artillerie
- 2 batteries montées et 1 batterie à pied du 4e régiment d'artillerie

En mars 1834 il est en garnison à Lyon, puis en mai 1835 il rejoint Toulouse puis Rennes en 1840.
En 1844, il part en garnison à Metz, puis à partir de 1849 il est caserné à Besançon, ville où le régiment reste jusqu'en 1857.
Le 13e RA participe à la conquête de l'Algérie, envoyant par roulement une batterie entre 1837 et 1860. La 5e batterie (1837-1845) prend notamment part au siège de Constantine, à l'expédition des Portes de Fer ou à la prise de Collo (1843). La 9e batterie (1845-1850) participe au siège de Zaatcha.

### Second Empire
Par décret du 14 février 1854, il devient un régiment exclusivement monté, formé de quinze batteries. Il garde 8 de ses batteries et cède 4 batteries au 2e régiment d'artillerie, 1 batterie au 4e régiment d'artillerie et 2 batteries au 15e régiment d'artillerie et reçoit en échange 7 batteries du 2e régiment d'artillerie et 1 batteries au 6e régiment d'artillerie.
Les 2e, 3e, 4e, 6e, 14e batteries participent à la guerre de Crimée et participent aux batailles de l'Alma, de Balaklava et d'Inkerman en 1854, et de la Tchernaïa en 1855.
En Algérie, la 1re batterie (numérotée 11e avant 1854) et une section de la 3e batterie sont attachées à l'expédition de 1857 en Grande Kabylie, notamment à la Bataille d'Icheriden. La même année, le régiment quitte Besançon pour Douai.
En 1859, les 5e, 6e, 7e, 9e, 10e, 12e, 13e et 15e batteries rejoignent l'armée d'Italie qui combat avec le Piémont-Sardaigne contre les Autrichiens. En particulier, les 7e, 9e, 10e, 12e, 13e combattent aux batailles de Solférino, de Turbigo et de Magenta.
En 1865, le régiment part de Douai pour sa nouvelle garnison à La Fère jusqu'en 1868 puis est caserné à Bourges.

### Guerre franco-allemande
En juillet 1870, les huit batteries montés du 13e RA (5e, 6e, 7e, 8e, 9e, 10e, 11e et 12e) rejoignent l'armée du Rhin. Elles forment un régiment à quatre groupes de deux batteries, sous les ordres du colonel Salvador. La 1re batterie est dédoublée le 30 juillet, formant une 1re batterie bis. La 3e batterie et la 4e sont transformées en batteries montées et rejoignent le 15 août le 13e corps d'armée. Dix-sept batteries seront mises sur pied par le dépôt du régiment d'août 1870 à février 1871 : la 13e, la 14e, la 17e, la 18e, la 19e, la 20e, la 21e, la 22e, la 23e, la 24e, la 25e, la 26e, la 27e, la 28e, la 29e et les 1re et 2e batteries de montagne. La 16e batterie, montée, est créée le 23 octobre par dédoublement de la 2e batterie à pied.
Les 9e, 10e, 11e et 12e batteries participent à la Bataille de Rezonville le 16 août 1870. Les 9e et 10e batteries sont notamment attaquées par la cavalerie prussienne avant d'être dégagées par la cavalerie française. Les batteries 5 à 10 combattent ensuite lors de la bataille de Saint-Privat (18 août 1870) et de la bataille de Noiseville (31 août 1870 et 1er septembre 1870). À la bataille de Saint-Privat, les 6e, 7e, 9e et 10e batteries sont placées en retrait près des carrières d'Amanvillers pour couvrir le repli du 6e corps français. Les batteries continuent de soutenir les combats en septembre jusqu'au 7 octobre 1870 (Bataille de Bellevue). Le 27 octobre 1870, à l'issue du siège de Metz, les huit batteries se rendent aux Allemands sur ordre du maréchal Bazaine.
Le 15 octobre 1870, le dépôt du régiment qui a déjà créé six batteries quitte Bourges et se réfugie à Toulouse d'où partiront onze autres batteries.
Les 3e et 4e batteries rejoignent la défense de Paris et combattent d'octobre à décembre aux batailles de Bagneux, de Champigny et de Drancy). De même, les 16e et 17e participent aux combats autour de la capitale : la 17e prend ainsi part à la bataille de Châtillon le 19 septembre puis aux différentes attaques de la Malmaison. La 2e batterie reste défendre les murs de Paris.
Les batteries 13e, 14e, 18e, 19e, 20e, 22e, 23e et 26e batteries combattent avec l'armée de la Loire. Les 13e, 14e et 18e batteries rejoignent ensuite l'armée de l'Est. La 19e batterie combat à Coulmiers le 9 novembre 1870. La bataille de Beaune-la-Rolande voit la participation des 13e et 14e batteries le 28 novembre 1870. Les 18e, 19e et 20e batteries combattent autour d'Orléans, à la bataille de Loigny et à la bataille d'Orléans du 1er décembre 1870 au 3 décembre 1870. Le 11 janvier 1871, les 20e et 23e batteries prennent part à la bataille du Mans.
Avec l'armée de l'Est combattent les 13e, 14e, 18e, 21e et 24e batteries, ainsi que la 2e de montagne. Les 13e, 14e et 21e batteries prennent part à la bataille de Villersexel. La 24e et la 2e de montagne  participent au combat d'Arcey le 13 janvier 1871, prélude à la bataille d'Héricourt à laquelle prennent part toutes les batteries sauf la 24e. Les six batteries se replient finalement en Suisse le 1er février.

### De 1871 à 1914

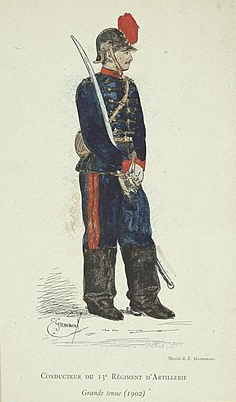
Conducteur du 13e RA en 1902.

Les 1re, 20e, 22e, 25e et 26e batteries font partie de l'armée versaillaise chargée de défendre le gouvernement contre la Commune de Paris.
En mars 1871, le dépôt rejoint Bourges et le régiment rejoint Vincennes dès octobre 1871.
Lors de la réorganisation du 20 avril 1872, le 13e régiment d'artillerie garde 11 de ses batteries, et cède 1 batterie au 25e régiment d'artillerie, 4 batteries au 26e régiment d'artillerie et 1 batterie au 28e régiment d'artillerie.
Le remaniement du 28 septembre 1873 le place dans la 2e brigade, lui ajoute une batterie à cheval du 12e régiment d'artillerie et lui enlève quatre batteries à montées au 32e régiment d'artillerie.
En 1881, les 9e et 10e batteries participent à l'expédition française sur le territoire de la régence de Tunis. La 10e batterie revient en France en décembre 1882 et la 9e en janvier 1883.
En avril 1885, après l'affaire du Tonkin, les 5e et 6e batteries  sont réorganisées en batteries de montagne pour participer à l'expédition du Tonkin. Elles participent aux opérations jusqu'en mai 1886 où elles rembarquent à Haïphong pour la France.
Le régiment est caserné à Vincennes et Paris jusqu'en 1914.

### Première Guerre mondiale
En casernement à Vincennes et Paris

#### Affectation
Artillerie divisionnaire (AD/10) de la 10e Division d'Artillerie, du 5e Corps d'Armée
Composition : 9 batteries de 75 et 3 batteries à cheval rattachées à la 1re division de cavalerie.

#### 1914
Groupe de renforcement
Il est créé en août 1914 avec des réservistes du 13e RAC. Il combat au sein de l'artillerie divisionnaire (AD) de la 55e division d'infanterie. En avril 1917, l'AD 55 devient le 230e RAC.

#### 1915
5e et 6e groupes
Le 1er juin 1915, deux batteries de canons de 75 portés sur tracteur Jeffery Quad sont créées au dépôt du régiment à Vincennes. Chaque batterie compte dix tracteurs, quatre portant un canon et les autres un caisson de munitions. Une troisième batterie est créée le 25 septembre.

#### 1916
5e et 6e groupes
Elles combattent séparément avant d'être regroupées au sein du 5e groupe du 13e RA le 1er octobre 1916.
Trois autres batteries, formant le 6e groupe du régiment, sont créées le 16 juin 1916.

#### 1917
5e et 6e groupes
Le 1er avril 1917, ces deux groupes forment le 213e régiment d'artillerie.

### Entre-deux-guerres
Le régiment est dissout le 1er janvier 1924 et ses éléments renforcent le 32e régiment d'artillerie à Vincennes.

### Seconde Guerre mondiale
Le 13e RAD est recréé le 2 septembre 1939 par le centre de mobilisation de l'infanterie no 21. Constitué d'une batterie hors rang, de trois groupes de canons de 75 et d'une batterie divisionnaire antichar (BDAC), il est rattaché à la 41e division d'infanterie.

### De 1945 à nos jours
Un groupe de marche du 13e RA (1/13e RA) est constitué à partir du 1er groupe du régiment à Bourges et est dirigé sur le Maroc le 10 décembre 1955, sur le vapeur Pasteur. Il est attaché à la division de Fez.

### Guerre d'Algérie
Le 1/13e RA participe à la guerre d'Algérie. Le 1/13e RA se trouvait le 23 mai 1956 à Khouribga, a fait mouvement le 1er février 1957 sur ksar-Es-Souk, le 19 juin 1957 sur Meknès puis le 3 juillet 1957 sur l’Algérie. Passage de la frontière Algéro-marocaine le 4 juillet 1957. Arrivé à Djelfa, zone sud le 6 juillet 1957 puis fait mouvement sur Laghouat le 9 septembre 1957. (extrait du livret militaire d’un appelé)[réf. nécessaire][source insuffisante]
En 1961, l'unité est stationnée à Laghouat et ses soldats servent comme fantassins, renforcés d'une batterie de canons.
La signature des accords d’Évian du 18 mars 1962 permettent aux troupes françaises de rentrer progressivement en métropole. Mais après le cessez-le-feu du 19 mars 1962 en Algérie, le 13e RA participe avec 91 autres régiments à la création de 114 unités de la Force locale. Le 13e RA forme la 446e UFL-UFO composée de 10 % de militaires métropolitains et de 90 % de militaires algériens et placée sous les ordres de l'Exécutif provisoire, jusqu'à l'indépendance de l'Algérie[réf. souhaitée].

## Traditions

### Insigne

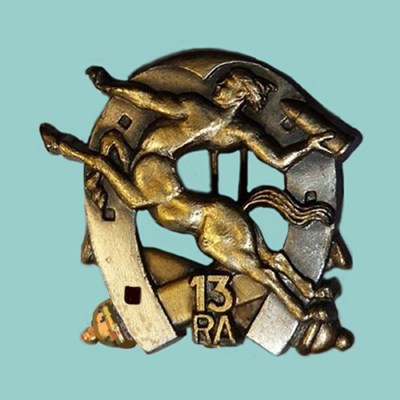
L'insigne du 13e régiment d’artillerie.

L'insigne du régiment en 1939 porte un fer à cheval chargé d'un centaure lançant un obus, symbole de l'alliance de l'intelligence des hommes et de la force des chevaux.

### Étendard

Le revers de l'étendard du 13e régiment d'artillerie.

Il porte, cousues en lettres d'or dans ses plis, les inscriptions suivantes :
- Constantine 1837
- Zaatcha 1849
- Sébastopol 1854-1855
- Solférino 1859
- Extrême-Orient 1885
- La Somme 1916
- L'Aisne 1917-1918

### Décorations
Le 13e RAC est cité à l'ordre de l'armée le 23 novembre 1918.

## Personnalités ayant servi au sein du régiment

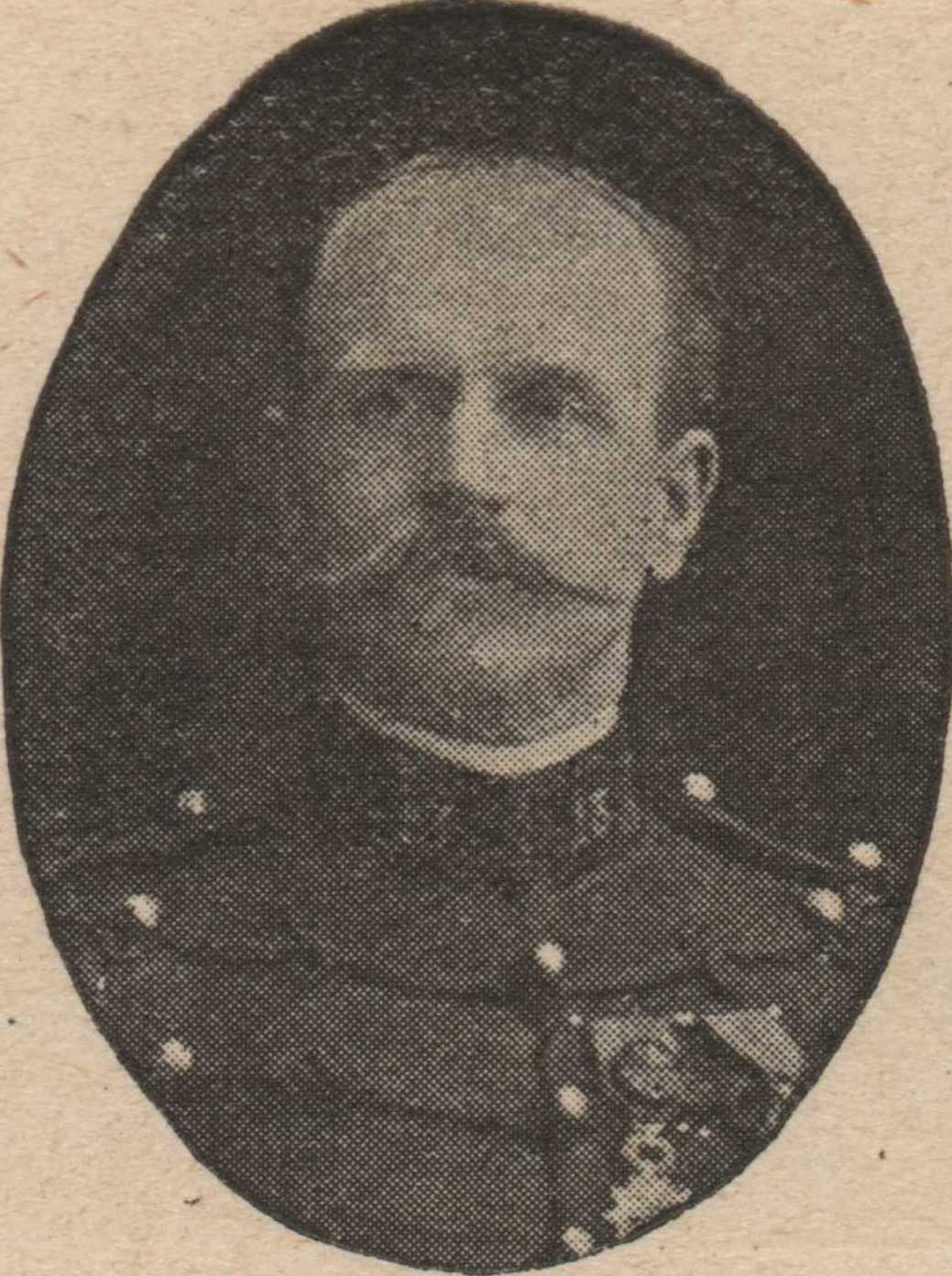
Le chef d'escadron Rimailho, en uniforme du 13e RAC vers 1910.

- Jacques Baratte (1898-1989), industriel, capitaine de réserve, commandant la 3e batterie en 1939-1940.
- André-Louis Cholesky, mathématicien, commande la 8e batterie du régiment de 1909 à 1911[44].
- Adrien Dubouays de la Bégassière alors chef d'escadron[45].
- Ferdinand Foch, maréchal de France a été commandant d'une batterie du 13e régiment en février 1892[46],[47].
- Charles Hoffbauer (1875-1957), peintre[48]
- Édouard Laffon de Ladebat, rejoint le régiment en 1855.
- Alphonse Nudant, futur commandant de région militaire et président de la Commission interalliée permanente d'armistice, commande comme capitaine une batterie en 1904-1905[49].
- Jean-Baptiste Pancrazi, membre de la bande à Bonnot, est au service automobile du 13e RAC en 1916[50].
- Émile Rimailho, artilleur et ingénieur, est chef d'escadron au 13e RAC en 1906.
- Antoine Targe, dreyfusard et général, est chef d'escadron au 13e RAC en 1901.
- René Spaeth (René d'Alsace) (1890-1972), poète et journaliste régionaliste, fondateur de l'Académie d'Alsace

## Sources et bibliographie
- Henri Roswag, Historique du 13e régiment d'artillerie, H. Charles-Lavauzelle, 1891, 298 p. (lire en ligne)
- 13e Régiment d"artillerie de campagne 1939-40 Seize eaux fortes du canonnier Patriarche d'après ses croquis du front. "130  ex; édition hors commerce réservée aux anciens du 13° RAD."
- Historique du 13e régiment d'artillerie de campagne pendant la guerre 1914-1918, Nancy, Impr. de Berger-Levrault, 121 p., lire en ligne sur Gallica.
- Historique du 13e régiment d'artillerie
- Henri Kauffert : Historique de l'artillerie française
- Louis Susane : Histoire de l'artillerie Française
- Historiques des corps de troupe de l'armée française (1569-1900)